# Hotaka Nakamura
Hotaka Nakamura (中村 帆高 Nakamura Hotaka?), född 12 augusti 1997 i Kanagawa prefektur, är en japansk fotbollsspelare.
Nakamura började sin karriär 2020 i FC Tokyo.